# 郝持
郝持（1553年—？），字敬之，號行溪，河南彰德府林縣人，民籍，明朝政治人物。

## 生平
萬曆元年（1573年）癸酉科河南鄉試第四十七名，萬曆八年（1580年）庚辰科會試第一百六十八名，登三甲第二百二十名進士。户部觀政，九年授邢台知县，十五年升南京行人司副，十九年升南京工部员外郎，二十年升郎中，降职为赵城知县，二十六年再降为利津县丞，二十九年调兖州府，三十年升南京都察院经历，三十二年考察致仕。

## 家族
曾祖郝文通，曾任壽官；祖父郝世昌，曾任儀賓；父郝令，曾任監生。母王氏。